# Godo (slaginstrument)
Een godo (naam in Suriname) of bastél (Curaçao) is een slaginstrument.
Het bestaat uit een grote kalebas die met water wordt gevuld en een kleine kalebas die daar op de kop in drijft. Dit geheel wordt met stokken bespeeld. In Suriname wordt de godo in het district Para bespeeld en in Curaçao staat het bekend als bastél.
Het komt van oorsprong uit Benin en deed daar dienst tijdens begrafenisrituelen. Het is in Afrika ook bekend in Senegal en verder in Guinee waar het ook door vrouwen wordt bespeeld. Verder is in Amerika en de Caraïben bespeling waargenomen in Brazilië, Cuba en Haïti.